# Marina Sirtis

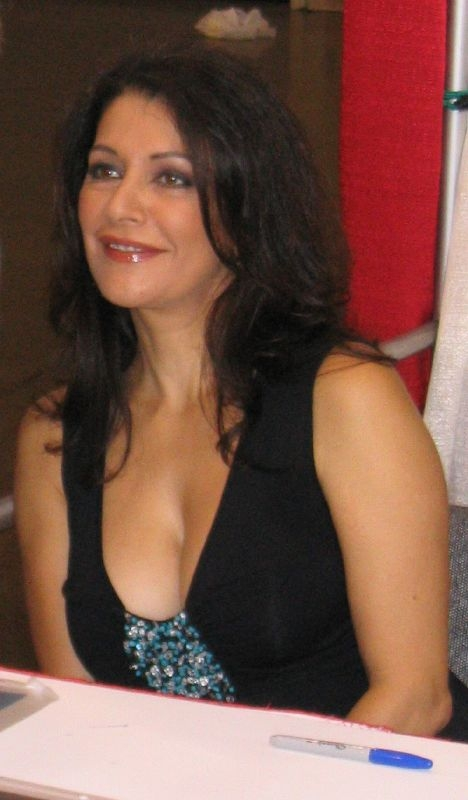
Marina Sirtis in 2005

Marina Sirtis (Londen, 29 maart 1955) is een Brits-Amerikaans actrice. Ze is vooral bekend van haar rol als Deanna Troi uit de televisieserie Star Trek: The Next Generation.

## Biografie
Marina Sirtis werd geboren in Londen. Haar Griekse ouders John Sirtis († 24 oktober 1981) en Despina Yianniri-Sirtis wilden niet dat ze een acteercarrière begon. Daarom volgde ze stiekem acteerlessen bij de Royal Shakespeare Company, die verbonden is met de Guild Hall of Music and Drama School. Na een periode in het theater stapte ze over naar televisiewerk. Na enkele rollen in Brits televisieseries had ze in 1978 haar eerste rolletje in een (televisie)film The Thief of Baghdad, met onder andere Kabir Bedi, Peter Ustinov en Ian Holm.
In 1986 verhuisde ze naar de Verenigde Staten, waar ze een jaar later auditie deed voor de rol van Macha Hernandez in de sciencefictiontelevisieserie Star Trek: The Next Generation. Denise Crosby deed auditie voor de rol van Deanna Troi. Uiteindelijk werd besloten dat Marina Sirtis de rol van Deanna Troi kreeg, terwijl het karakter Macha Hernandez Tasha Yar ging heten en door Denise Crosby zou worden gespeeld. Sirtis speelde de rol van Deanna Troi gedurende de zeven jaar dat de serie liep. Daarna zou ze ook in enkele afleveringen van Star Trek: Voyager en in Star Trek: Enterprise dezelfde rol spelen.
Een opmerkelijk detail is dat Marina pas op het vliegveld, waar ze op het punt stond om terug te keren naar Londen omdat haar acteercarrière niet wilde vlotten, te horen kreeg dat ze was aangenomen voor de rol van Deanna Troi.
Na Star Trek speelde ze in diverse televisieseries en in enkele films.
Ze is tot Amerikaanse genaturaliseerd. Op 21 juni 1992 trouwde ze met zanger Michael Lamper van o.a. de tribute band Steely Jam. Lamper overleed op 7 december 2019 in zijn slaap. Ze heeft één broer, Steve Sirtis.

## Trivia
- Ze spreekt vloeiend Grieks.
- Ze is vegetariër en steunt groepen die opkomen voor dierenrechten.
- Haar achternaam Sirtis wordt uitgesproken als "sur-tie" (de u uitspreken zoals in smurf).
- Ze is fan van voetbal, vooral van de Engelse club Tottenham Hotspur.

## Filmografie
- 1978 in The Thief of Baghdad als haremmeisje
- 1983 in The Wicked Lady als vriendin van Jerry Jackson
- 1985 in Death Wish 3 als Maria
- 1992 in Waxwork II: Lost in Time als Gloria
- 1994 in Star Trek: Generations als Deanna Troi
- 1996 in Star Trek: First Contact als Deanna Troi
- 1998 in Star Trek: Insurrection als Deanna Troi
- 1999 in Paradise Lost (film) als dr. Christine DuMaurier
- 2002 in Star Trek: Nemesis als Deanna Troi
- 2004 in Spectres als Laura Lee
- 2004 in Crash als Shereen
- 2006 in The Deep Below als Sarah
- 2007 in Grendel als koningin Wealhtheow
- 2009 in Green Street Hooligans 2 als Veronica Mavis
- 2020 in Star Trek: Picard als Deanna Troi